# Guerra de Uadai

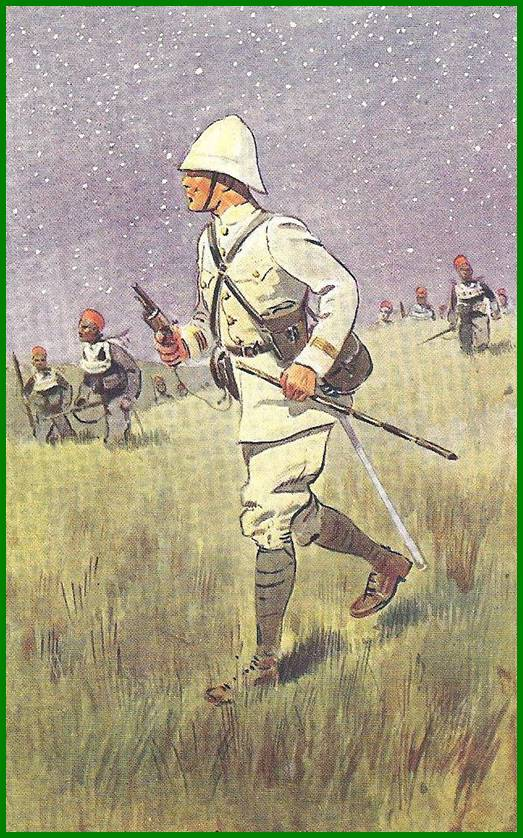
Aquarela de Louis Vallet representando o capitão Jean-Joseph Fiegenschuh

A Guerra Wadai ocorreu de 1909 a 1911 entre a França e o Império de Uadai, localizado no que atualmente seria o leste do Chade e o Sudão Central. Os franceses anexaram o reino e manteve-o como parte de seu império até 1960.

## Fonte
- (France Wadai War 1909-1911)